# Cheltenham College
Cheltenham College és una public school mixta, situada a Cheltenham, a Gloucestershire, Anglaterra. Fundada el 1841 per l'església anglicana, és coneguda per les seves tradicions clàssiques, esportives, i militars.
El llibre de 1893 Great Public Schools per E. S. Skirving, S. R. James i Henry Churchill Maxwell Lyte, el qual tenia un capítol sobre cada centre el qual ells veien com una de les més grans public schools d'Anglaterra, n'inclou un sobre Cheltenham College.
Acull al voltant de 600 alumnes, dels quals 150 són externs. Els seus resultats acadèmics es troben entre els millors de Glouchestershire.

## Antics alumnes (Old Cheltonians)
- Lindsay Anderson, realitzador, el film del qual If... de 1968 és ambientat a Cheltenham College
- Lord Moore of Wolvercote, Secretari privat de la Reina de 1977 a 1986
- Sir Alan Haselhurst, Deputy Speaker de la Cambra dels Comuns
- Jonah Barrington, jugador d'esquaix, excampió del món i número 1 mundial.
- Simon Danielli, internacional de rugbi escocès
- Nick Abendanon, internacional de rugbi anglès
- Tom Beim, internacional de rugbi anglès
- Nigel Davenport, actor
- Lawrence Doe, internacional de futbol guineoequatorial
- Jack Davenport, actor
- Mariscal de Camp Sir John Dill
- Sir Charles Eliot, ambaixador al Japó, 1919-1925
- Sir John Bagot Glubb (Glubb Pasha), Comandant de la Legió àrab, 1939-1956
- Adam Lindsay Gordon, poeta
- Sir Philip Stuart Milner-Barry, jugador d'escacs i criptògraf
- Sir Lovick Bransby Friend, militar
- Capità P. A. MacMahon (1861-1870), especialista en anàlisi combinatòria
- Major-General Sir Colin Gubbins, (cap de la S.O.E.)
- Tinent coronel Philip Neame, medalla d'or de tir als Jocs Olímpics d'Estiu de 1924 (París)
- General Sir Hugh Michael Rose
- Patrick White, Premi Nobel de Literatura
- Edward Adrian Wilson, explorador polar mort amb Robert Falcon Scott el 1912
- John Morley, redactor en cap de la Pall Mall Gazette
- Robert Reid, Lord canceller
- General Sir Alan Gordon Cunningham